# Farid Simaika

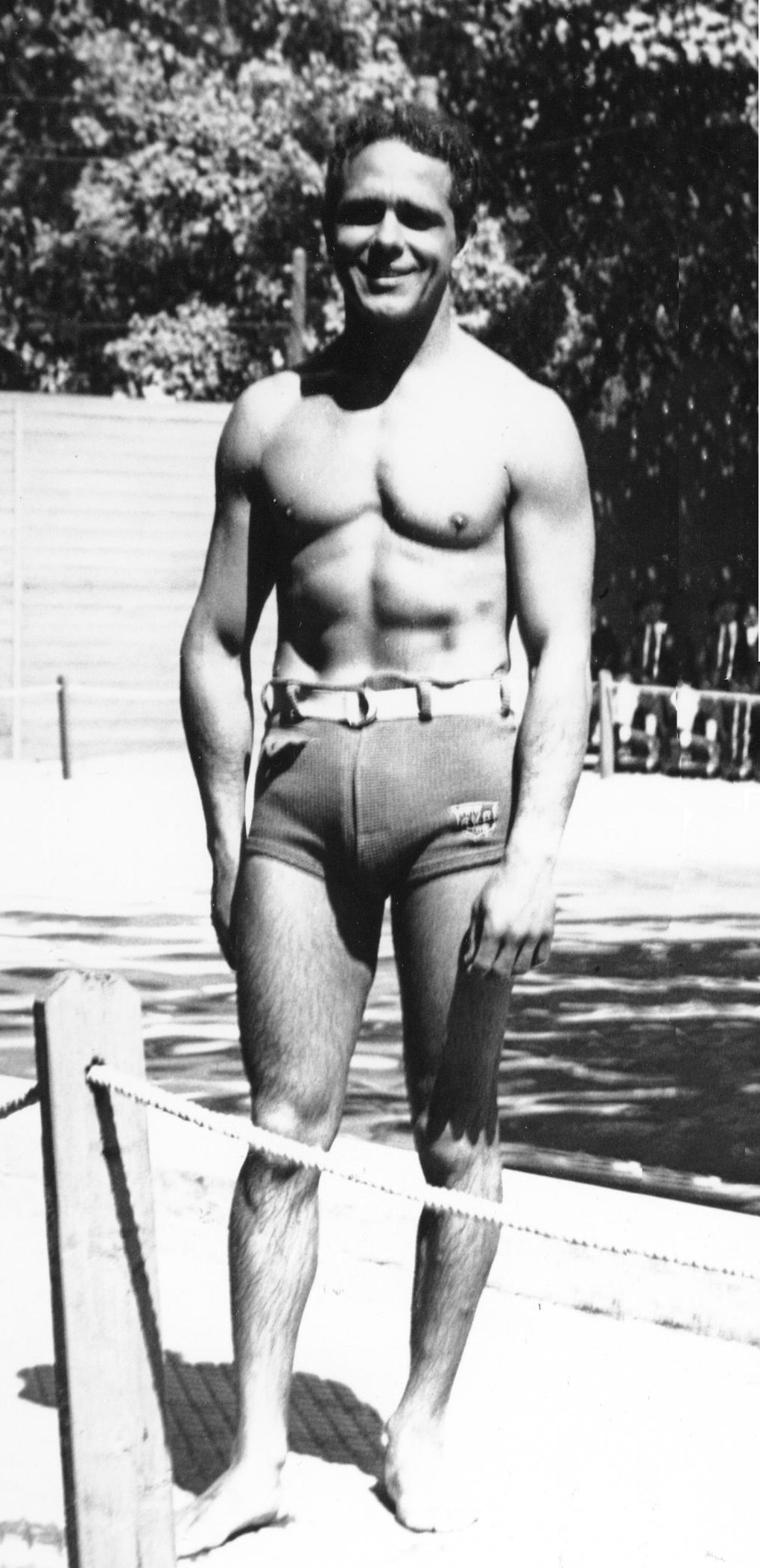
Farid Simaika

Farid Simaika (arabisch فريد سميكة, DMG Farīd Simaika; * 12. Juni 1907 in Alexandria; † 11. September 1943 bei Makassar auf Sulawesi) war ein ägyptischer Wasserspringer, der 1928 zwei olympische Medaillen gewann.
Simaika studierte und trainierte in den Vereinigten Staaten. Bei den Olympischen Spielen 1928 in Amsterdam belegte er im Kunstspringen den dritten Platz hinter den beiden US-Amerikanern Pete Desjardins und Michael Galitzen. Drei Tage später, am 11. August, fand das Finale im Turmspringen statt. Hier erhielt Simaika mit 99,58 Punkten die höchste Punktzahl vor Desjardins mit 98,74 Punkten und Galitzen mit 92,34 Punkten. Bei der Siegerehrung stand Simaika auf dem Siegertreppchen ganz oben, die ägyptische Flagge wurde für ihn gehisst und die Hymne angespielt. Erst dann fiel es den Offiziellen auf, dass laut Reglement die Reihung nicht nach der Punktzahl, sondern nach der Platzziffer erfolgen sollte. Die Siegerehrung wurde abgebrochen und neu begonnen, nun erhielt Desjardins Gold, der von vier Kampfrichtern vor Simaika platziert worden war. Simaika erhielt Silber vor Galitzen.
In den Vereinigten Staaten gewann Simaika drei Meistertitel der AAU vom Turm und eine vom Ein-Meter-Brett. Nach den Olympischen Spielen 1928 trat Simaika in Show-Veranstaltungen mit Johnny Weissmüller auf und galt deshalb als Profi. Später schloss er sich den Billy Rose Aquacades an, einer Profiveranstaltung, bei der neben Weissmüller auch Stars wie Esther Williams und Eleanor Holm auftraten. 1931 war Simaika in dem Hollywood-Film Seas Beneath als Stuntman zu sehen.
1942 nahm Simaika die US-Staatsbürgerschaft an und schloss sich der United States Air Force an. 1943 wurde er mit seinem Flugzeug über Sulawesi abgeschossen. Nach einigen Quellen wurde er von Kopfjägern gefangen genommen und geköpft. Nachträglich wurde Simaika mit dem Distinguished Flying Cross ausgezeichnet.
Im Jahre 1982 wurde Simaika in die International Swimming Hall of Fame in Fort Lauderdale aufgenommen.